# 滇刺榄
滇刺榄（学名：Xantolis stenosepala），为山榄科刺榄属下的一个植物种。